# 薩圖馬雷鄉 (哈爾吉塔縣)
46°20′0″N 25°22′0″E / 46.33333°N 25.36667°E
薩圖馬雷鄉（羅馬尼亞語：Comuna Satu Mare, Harghita），是羅馬尼亞的鄉份，位於該國中部，由哈爾吉塔縣負責管轄，面積40平方公里，海拔高度538米，2007年人口1,951，人口密度每平方公里49人。